# Cametá
Cametá es un municipio brasileño en el estado de Pará. Se sitúa a la orilla izquierda del río Tocantins rom al mar y se encuentra a 150 km de la capital Belém. Su población se estima en 139.364 habitantes (IBGE 2020), y su área es de 3 081,367 km².

## Administración
El alcalde es Waldoli Valente, del Partido Demócrata.